# Отомо но Табіто
Отомо но Табіто (665 — 31 серпня 731) — середньовічний японський державний і військовий діяч, знаний поет періоду Нара.

## Життєпис
Походив з аристократичного роду Отомо. Син Отомо но Ясумаро, старшого державного радника, поета, і доньки Косе но Хіто. Народився 665 року. Про молоді роки й початок кар'єри відомостей замало. На початку 700-х років мав вже старший п'ятий ранг. У 710 призначається Лівим генералом, а наступного (711) року отримує молодший четвертий ранг. 714 року склав повноваження Лівого генерала. 715 року призначено очільником Центрального міністерства. 718 року стає середнім державним радником.
У 720 році очолив імператорські війська, що було спрямовано на придушення повстання хаято на о. Кюсю. Для цього знадобилася трохи більше 1 року. Слідом за цим з перемогою Отомо но табіто повернувся до столиці. За цей успіх отримав молодший третій ранг, а 724 року — старший третій ранг.
728 року внаслідок протистояння в дайдзьокані (Вищій державній раді) між Фудзівара і «імператорською партією» на чолі з принцом Нагая внаслідок інтриг Отомо но Табіто, відправлено у фактичне заслання — на посаду помічником голови Дадзайфу на о. Кюсю. Зміг повернутися лише у 730 році, отримавши посаду старшого державного радника. Але помер вже наступного — 731 — року, встигши отримати молодший другий ранг.

## Творчість
Був знавцем старовинної японської та класичної китайської літератури. Складав вірші-вака, з яких 76 танка і 1 нагаута включено до збірки «Манйосю». Також 1 вірш розміщено у збірці «Сін кокін вака-сю». Водночас Табіто також є автором віршів-кансі, що увійшли до антології «Кайфусо».

## Родина
З усіх синів уславився Отомо но Якамоті, що став відомим поетом, увійшовши до переліку «36 видатних поетів Японії».